# Bluesharp
Een bluesharp of Richter-tuned harmonica is een diatonische mondharmonica die in standaarduitvoering 10 gaatjes heeft en vooral in de blues gebruikt wordt. 

## Het bereik van de bluesharp
Het bereik is drie octaven en 19 noten, waarvan 10 'draws' (zuigen) en 9 'blows' (blazen) met één zelfde toon op 2 draw en 3 blow. Op de bluesharp kan men de diatonische toonladder spelen. Voor de chromatische toonladder wordt er een chromatische mondharmonica gebruikt of er worden technieken toegepast om een chromatisch bereik te krijgen zoals benden en overbends.

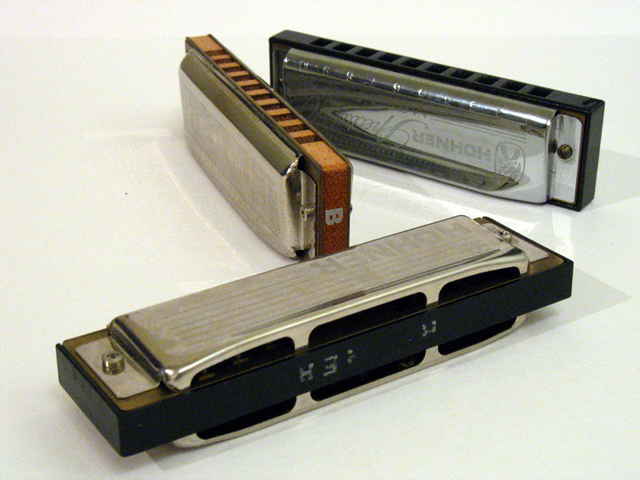
Bluesharps

## Versterkt spelen en effecten
Tijdens optredens en studio-opnames wordt het geluid van de bluesharp vaak versterkt door middel van een bulletmicrofoon en een buizenversterker. Door middel van een effectpedaal wordt er ook vaak een effect toegevoegd, bijvoorbeeld: distortion, delay, flanger of echo.

## Technieken voor de bluesharp
Bluesharptechnieken zijn verschillende technieken die men kan gebruiken tijdens het spelen. De verschillende technieken kunnen door middel van de handen, tong, keel en het beheersen van de luchtstroom worden gecreëerd. Hier volgen verschillende technieken.
- Handvibrato: Door middel van de bluesharp af te dekken met je handen en vervolgens je handen snel te openen en sluiten creëer je een vibrato-effect.
- Keelvibrato: Bij de keelvibrato wordt er een vibrato gecreëerd door heel snel te lachen terwijl je een inhaleernoot speelt.
- Warble: Dit wordt gecreëerd door snel tussen twee gaten op en neer te gaan terwijl je speelt.
- Benden: Benden is een effect dat de toon verlaagt doordat je de positie van je tong en mondholte verandert. Dit is vergelijkbaar met inademend fluiten en de toon verlagen. Benden is Engels voor buigen, doordat je de luchtstroom verandert in je mond verbuigt het riet in de bluesharp naar de goede toon. Deze techniek wordt beschouwd als een gevorderde techniek vooral omdat het lastig is om precies de juiste toon aan te slaan.
- Dubbele Tongslag: Deze techniek wordt vaak de trein genoemd. Door takka te zeggen terwijl je hard in en uit ademt op een losse noot of een akkoord creëert men dit effect.
- Train whistle: dit effect wordt gecreëerd door een wah wah effect met de mond te doen terwijl er een akkoord wordt geblazen. Hierbij wordt de bluesharp volledig afgedekt met de handen en zodra het akkoord klinkt openen ook de handen.
- Overbends: Het is ook mogelijk om op gat 1, 4, 5 en 6 een overblow te doen en op gat 7, 9 en 10 een overdraw te doen. Door het blaasriet te benden bij de overblow of het zuigriet te benden bij de overdraw komt er een punt waar het riet stikt en geen geluid produceert. Door precies de juiste druk te geven gaat het zuigriet dat onder het gestikte blaasriet zit trillen. Dit produceert het geluid van de overblow. Laat je het zuigriet stikken en vervolgens het blaasriet klinken doe je een overdraw. Ook deze techniek wordt beschouwd als een gevorderde techniek.

## Posities en toonsoorten
Op de bluesharp wordt voornamelijk blues en rock gespeeld. Dit wordt gespeeld in tweede positie, dat houdt in dat je op een C bluesharp de blues in G speelt. Welke toonsoort bij welke harmonica hoort kun je bepalen met behulp van de kwintencirkel; eerste positie wil zeggen dat de harmonica dezelfde toonsoort heeft als wat piano, bas  en gitaar spelen. Derde positie speel je de Dorische toonladder. De bluesharp is diatonisch en daarom is er voor elke toonsoort een andere bluesharp nodig. Hier volgen verschillende lay-outs.
Lay-out van een bluesharp in C
|      | 1 | 2 | 3 | 4 | 5 | 6 | 7 | 8 | 9 | 10 |
| ---- | - | - | - | - | - | - | - | - | - | -- |
| blow | C | E | G | C | E | G | C | E | G | C  |
| draw | D | G | B | D | F | A | B | D | F | A  |
Lay-out van een bluesharp in D
|      | 1 | 2  | 3  | 4 | 5  | 6 | 7  | 8  | 9 | 10 |
| ---- | - | -- | -- | - | -- | - | -- | -- | - | -- |
| blow | D | F# | A  | D | F# | A | D  | F# | A | D  |
| draw | E | A  | C# | E | G  | B | C# | E  | G | B  |
Lay-out van een bluesharp in E
|      | 1  | 2  | 3  | 4  | 5  | 6  | 7  | 8  | 9 | 10 |
| ---- | -- | -- | -- | -- | -- | -- | -- | -- | - | -- |
| blow | E  | G# | B  | E  | G# | B  | E  | G# | B | E  |
| draw | F# | B  | Eb | F# | A  | C# | Eb | F# | A | C# |
Lay-out van een bluesharp in F
|      | 1 | 2 | 3 | 4 | 5  | 6 | 7 | 8 | 9  | 10 |
| ---- | - | - | - | - | -- | - | - | - | -- | -- |
| blow | F | A | C | F | A  | C | F | A | C  | F  |
| draw | G | C | E | G | Bb | D | E | G | Bb | D  |
Lay-out van een bluesharp in G
|      | 1 | 2 | 3  | 4 | 5 | 6 | 7  | 8 | 9 | 10 |
| ---- | - | - | -- | - | - | - | -- | - | - | -- |
| blow | G | B | D  | G | B | D | G  | B | D | G  |
| draw | A | D | F# | A | C | E | F# | A | C | E  |
Lay-out van een bluesharp in A
|      | 1 | 2  | 3  | 4 | 5  | 6  | 7  | 8  | 9 | 10 |
| ---- | - | -- | -- | - | -- | -- | -- | -- | - | -- |
| blow | A | C# | E  | A | C# | E  | A  | C# | E | A  |
| draw | B | E  | G# | B | D  | F# | G# | B  | D | F# |
Lay-out van een bluesharp in B
|      | 1  | 2  | 3  | 4  | 5  | 6  | 7  | 8  | 9  | 10 |
| ---- | -- | -- | -- | -- | -- | -- | -- | -- | -- | -- |
| blow | B  | D# | F# | B  | D# | F# | B  | D# | F# | B  |
| draw | C# | F# | A# | C# | E  | G# | A# | C# | E  | G# |

## Andere stemmingen voor bluesharp
Er zijn verschillende stemmingen buiten de Richter-tuning. Bij een Paddy Richter tuning bijvoorbeeld is er 1 metalen rietje (het derde blaasriet) afgevijld zodanig dat het een hele toon wordt verhoogd. Dit maakt het gemakkelijker om Ierse en andere melodietjes te kunnen spelen zonder verbuigen ('benden'). Voor het tunen bestaan speciale toolkits, maar eigenlijk volstaan enkele schroevendraaiers van de juiste maat, een diamantvijltje, een voelermaat en natuurlijk ook een (goedkope) elektronische tuner die je bijvoorbeeld gebruikt om je gitaar te tunen.
Lay-out van een bluesharp in C in Paddy Richter-tuning
|      | 1 | 2 | 3 | 4 | 5 | 6 | 7 | 8 | 9 | 10 |
| blow | C | E | A | C | E | G | C | E | G | C  |
| draw | D | G | B | D | F | A | B | D | F | A  |
Lay-out van een bluesharp in A in Paddy Richter-tuning
|      | 1 | 2  | 3  | 4 | 5  | 6  | 7  | 8  | 9 | 10 |
| blow | A | C# | F# | A | C# | E  | A  | C# | E | A  |
| draw | B | E  | Ab | B | D  | F# | Ab | B  | D | F# |
Lay-out van een bluesharp in Bb in Paddy Richter-tuning
|      | 1  | 2 | 3 | 4  | 5  | 6 | 7  | 8 | 9  | 10 |
| blow | Bb | D | G | Bb | D  | F | Bb | D | F  | Bb |
| draw | C  | F | A | C  | Eb | G | A  | C | Eb | G  |
Bij de majeur7 country tuning wordt het vijfde zuigriet een halve toon verhoogd.
Ideaal voor country muziek te spelen
Lay-out van een bluesharp in C in Country ( majeur7 ) tuning
|      | 1 | 2 | 3 | 4 | 5  | 6 | 7 | 8 | 9 | 10 |
| blow | C | E | G | C | E  | G | C | E | G | C  |
| draw | D | G | B | D | F# | A | B | D | F | A  |
Lay-out van een bluesharp in Bb in Country ( majeur7 ) tuning
|      | 1  | 2 | 3 | 4  | 5 | 6 | 7  | 8 | 9  | 10 |
| blow | Bb | D | F | Bb | D | F | Bb | D | F  | Bb |
| draw | C  | F | A | C  | E | G | A  | C | Eb | G  |

## Bluesharpspelers
Bekende bluesharpspelers zijn:
- Lester Butler
- Paul Butterfield
- William Clarke
- John Mayall
- Charlie Musselwhite
- Sonny Terry
- Big Walter
- Little Walter
- Muddy Waters
- Junior Wells
- Sonny Boy Williamson I
- Sonny Boy Williamson II
- Alan Wilson
- Howlin' Wolf